# Aeroportul Regional Lake Simcoe
Aeroportul Regional Lake Simcoe (IATA: YLK, ICAO: CYLS) este un aeroport din Ontario, Canada ce deservește zona Barrie⁠(d). Aeroportul a fost tranzitat în 2015 de 0 pasageri.
Situat la o altitudine de 296 m, aeroportul dispune de o singură pistă.